# IDRP
Protokół IDRP (ang. Inter-Domain Routing Protocol - IDRP) – protokół trasowania oparty na strategii, podobny do protokołu BGP (Border Gateway Protocol) w sieci Internet. Oparcie trasowania o strategię umożliwia przesyłanie pakietów określonymi wcześniej drogami. Jest to protokół korzystający z algorytmu wektora odległości, w którym każdy router definiuje ścieżkę, po której pakiet przemieszcza się w sieci. Protokół IDRP bazuje na modelu OSI.